# Polystoechotes punctata
Polystoechotes punctata is een insect uit de familie van de Polystoechotidae, die tot de orde netvleugeligen (Neuroptera) behoort. 
Polystoechotes punctata is voor het eerst wetenschappelijk beschreven door Farbricius in 1793.